# 8e cérémonie des North Texas Film Critics Association Awards
La 8e cérémonie des North Texas Film Critics Association Awards (NTFCA Awards), a eu lieu le 7 janvier 2013, et a récompensé les films réalisés l'année précédente.

## Palmarès
Meilleur film
- Lincoln

Meilleur réalisateur
- Steven Spielberg pour Lincoln

Meilleur acteur
- Daniel Day-Lewis pour le rôle d'Abraham Lincoln dans Lincoln

Meilleure actrice
- Jennifer Lawrence pour le rôle de Tiffany dans Happiness Therapy (Silver Linings Playbook)

Meilleur acteur dans un second rôle
- Tommy Lee Jones pour le rôle de Thaddeus Stevens dans Lincoln

Meilleure actrice dans un second rôle
- Anne Hathaway pour le rôle de Fantine  dans Les Misérables

Meilleure photographie
- L'Odyssée de Pi (Life of Pi) – Claudio Miranda

Meilleur film d'animation
- Les Mondes de Ralph (Wreck-It Ralph)

Meilleur film documentaire
- Bully

Meilleur film en langue étrangère
- Intouchables •  France